# آگوستوس تورن
آگوستوس تورن (انگلیسی: Andrew Thorne; ۲۰ سپتامبر ۱۸۸۵ – ۲۵ سپتامبر ۱۹۷۰) فرمانده نظامی اهل بریتانیا بود. وی برندهٔ جوایزی همچون نشان حمام، نشان افتخار تولد لهستان و نشان سنت اولاف شده‌است.